# Matthew Cetlinski
Matthew J. „Matt“ Cetlinski (* 4. Oktober 1964) ist ein ehemaliger Schwimmer aus den Vereinigten Staaten. Er gewann eine olympische Goldmedaille und war einmal Zweiter bei den Panamerikanischen Spielen.

## Karriere
Bei den Panamerikanischen Spielen 1983 in Caracas gewann Bruce Hayes über 400 Meter Freistil mit 0,34 Sekunden Vorsprung vor Matt Cetlinski. Mit zwei Sekunden Rückstand auf die beiden Schwimmer aus den Vereinigten Staaten belegte der Brasilianer Marcelo Jucá den dritten Rang. Nachdem sich Cetlinski nicht für die Olympischen Spiele 1984 qualifizieren konnte, waren die Weltmeisterschaften 1986 in Madrid sein nächster großer internationaler Auftritt. Er belegte den vierten Platz über 400 Meter Freistil und wurde Zehnter über 1500 Meter Freistil. Bei den Pan Pacific Swimming Championships 1987 siegte Cetlinski über 400 Meter Freistil und mit der 4-mal-200-Meter-Freistilstaffel.
Bei den olympischen Schwimmwettbewerben 1988 in Seoul qualifizierten sich Craig Oppel, Daniel Jorgensen, Matthew Cetlinski und Doug Gjertsen mit der zweitbesten Zeit für das Finale in der 4-mal-200-Meter-Freistilstaffel. Im Finale schwammen Troy Dalbey, Matthew Cetlinski, Doug Gjertsen und Matt Biondi mit neuem Weltrekord zur Goldmedaille vor den beiden Staffeln aus der DDR und aus der BRD. Auf der 400-Meter-Freistilstrecke erreichte Cetlinski das Finale mit der achtbesten Zeit. Im Endlauf schlug er als Vierter an mit 0,75 Sekunden Rückstand auf den Drittplatzierten. Über 1500 Meter Freistil erreichte Cetlinski den Endlauf als Vorlaufschnellster. Im Finale belegte er erneut den vierten Platz mit 0,27 Sekunden Rückstand auf den Drittplatzierten.
Cetlinski hatte 1986 an der University of Florida graduiert und besuchte dann das Institut für traditionelle Akupunktur in Maryland. Er praktizierte später in Gainesville, dem Sitz der University of Florida.